# Руссо, Аарон
Аарон Руссо (14 февраля 1943 — 24 августа 2007) — американский бизнесмен, кинопродюсер, кинорежиссёр и политический деятель. Является продюсером фильмов «Поменяться местами», «Толковые ребята» и «Роза». Позже занялся созданием документальных картин либертарианского толка, в числе которых «Безумный как чёрт» (Mad as Hell), а также «Америка: От свободы до фашизма».

## Ранняя жизнь
Аарон Руссо родился в Нью-Йорке в 1943 году. Вырос на Лонг-Айленде.

## Карьера режиссёра
Оставив семейный бизнес, в который Аарон был вовлечён, занялся индустрией развлечений. В апреле 1968 года Руссо открыл ночной клуб в Чикаго. Он приглашал многих рок-музыкантов и известные группы. Помимо ночного клуба, Аарон руководил некоторыми исполнителями, в числе которых The Manhattan Transfer и Бетт Мидлер. Затем Руссо приступил к созданию и продюсированию фильмов. Шесть его картин получили Оскар по разным номинациям, и две — Золотой глобус. Его последней работой стал документальный фильм «Америка: От свободы до фашизма», обличающий налоговую систему США и банк Федеральный резерв. В фильме также говорится о скором появлении Нового мирового порядка.

## Политическая карьера
Руссо был вовлечён в политику в начале 1990-х годов, когда он снял документальный фильм под названием Mad As Hell, в котором он раскритиковал Североамериканскую зону свободной торговли, правительственную войну с наркотиками и концепцию Национального удостоверения личности.
В 1998 году Аарон представил свои политические интересы на более высоком уровне, приняв участие в выборах губернатора штата Невада от республиканцев. Однако, c 26 % голосов занял второе место, уступив другому кандидату со стороны республиканцев — Кенни Гуинну.
В январе 2004 года Руссо выдвинул свою кандидатуру в президенты США. Первоначально как независимый кандидат, затем как представитель либертарианцев. 14 января 2007 года поддержал конгрессмена Рона Пола в качестве кандидата в президенты. В том же году создал политическую организацию Restore the Republic (Возрождение Республики), для реализации политических идей, изложенных в его документальном фильме «Америка: От свободы до фашизма». По словам самого Руссо, целью организации является донесение до общественности информации о происходящих в США событиях, дав тем самым возможность гражданам что-либо изменить.

## Смерть
24 августа 2007 года в возрасте 64 лет Руссо скончался в одном из онкологических центров Лос-Анджелеса от рака мочевого пузыря, с которым боролся на протяжении шести лет.